# Почётный знак ВЛКСМ
Почётный знак ВЛКСМ — высшая награда ВЛКСМ. Учреждена Бюро ЦК ВЛКСМ 28 марта 1966 года.

## История
Награда учреждена Постановлением Бюро ЦК ВЛКСМ Б-36/35 от 28 марта 1966 года.
Почетным знаком ВЛКСМ награждались: «комсомольцы, молодые коммунисты, добившиеся выдающихся успехов в различных отраслях народного хозяйства, науке, искусстве, спорте, проявившие мужество и отвагу при исполнении воинского долга, ведущие активную общественную работу; партийные, советские, хозяйственные, профсоюзные, комсомольские, пио-нерские работники, педагоги, работники партийной и молодежной печати, ветераны партии и комсомола, войны и труда за заслуги перед Ленинским комсомолом, большой вклад в дело коммунистического воспитания молодежи».
К Почетному знаку ВЛКСМ представлялись лица, ранее отмеченные наградами ЦК ВЛКСМ. Почетным знаком ВЛКСМ также награждались «представители прогрессивных зарубежных организаций за особые заслуги в деле укрепления мира, дружбы и солидарности молодежи».
Награждение Почетным знаком ВЛКСМ производилось постановлением бюро ЦК ВЛКСМ. Награжденному вручались удостоверение и Почетный знак ВЛКСМ.
Годы награждения — 1966—1991. Колодка при учреждении награды была с красной лентой, синие полоски на ленте появились после вручения ВЛКСМ ордена Октябрьской Революции.
Награждение знаком прекращено с роспуском ВЛКСМ в 1991 году.

## Награждённые
Обладатель Почётного Знака ВЛКСМ под № 1 — Борис Николаевич Гайнулин (1934—1974) — бригадир комсомольской бригады на строительстве Братской ГЭС. Среди награждённых — космонавт Ю. А. Гагарин, генеральный секретарь ЦК КПСС Леонид Ильич Брежнев (1977), генеральный секретарь ЦК КП Чили Луис Корвалан (1977).
18 апреля 1969 года были награждены военнослужащие: Бубенин В. Д., младший лейтенант  Колешня М. И. , рядовой Литвинов П. П. и сержант Павлов А.Г.
Были награждены Маршалы Советского Союза Баграмян И. Х. (1973) и Чуйков В. И. (1976), генерал армии Лелюшенко Д. Д. Самым пожилым из награжденных этой комсомольской наградой был генерал Батов П. И. (1977), который был награжден в возрасте 80 лет.
Почётным знаком ВЛКСМ были награждены Первые секретари ЦК ВЛКСМ:
- Павлов, Сергей Павлович (1968),
- Тяжельников, Евгений Михайлович (1977),
- Михайлов, Николай Александрович (1981),
- Пастухов, Борис Николаевич (1982),
- Мишин, Виктор Максимович (1986),
- Мироненко, Виктор Иванович (1990).